# Beautiful Spiritualised
Beautiful Spiritualised es el primer sencillo del segundo disco del cantante inglés Lee Ryan.

## El sencillo
"Beautiful Spiritualised" se ha confirmado que va a ser el primer sencillo de su próximo trabajo, posiblemente con su antigua discográfica EMI, en el que ha estado trabajando durante todo el 2006 en nuevos temas para su próximo trabajo.
El sencillo fue grabado en Los Ángeles, y próximamente será publicado el sencillo en todo el mundo, incluyendo una posible salida en Estados Unidos y Canadá, y Suramérica, dónde nada ha sido publicado de Lee Ryan.

## El tracklisting
CD 1
1. Beautiful Spiritualised
2. Beautiful Spiritualised [Remix]

CD 2
1. Beautiful Spiritualised
2. Peaches [B-Side]
3. Beautiful Spiritualised [VideoClip]

## Trayectoria en las listas
| Chart (2007)   | Peak position |
| -------------- | ------------- |
| Reino Unido    | TBR           |
| Irlanda        | TBR           |
| Australia      |               |
| Alemania       |               |
| Austria        |               |
| Francia        |               |
| Holanda        |               |
| Suiza          |               |
| Italia         |               |
| Israel         |               |
| China          |               |
| Japón          |               |
| Noruega        |               |
| Suecia         |               |
| Dinamarca      |               |
| Bélgica        |               |
| Portugal       |               |
| Grecia         |               |
| Polonia        |               |
| Estados Unidos |               |
| Canadá         |               |

- Datos: Q5724301